# Landschaftsschutzgebiet Biberbach
Das Landschaftsschutzgebiet Biberbach mit 51,2 ha Flächengröße liegt im Stadtgebiet Arnsberg. Es wurde 1998 mit dem Landschaftsplan Arnsberg durch den Kreistag des Hochsauerlandkreises als Landschaftsschutzgebiet (LSG) als LSG Typ C (Wiesentäler, Schutz bedeutsamen Extensivgrünlandes) mit einer Flächengröße von 56,5 ha und dem Namen Landschaftsschutzgebiet Biberbachtal erstmals ausgewiesen. Bei der Neuaufstellung des Landschaftsplanes Arnsberg durch den Kreistag 2021 wurde das LSG mit verändertem Namen erneut ausgewiesen und verkleinert. Teilweise grenzt direkt das Naturschutzgebiet Luerwald und Bieberbach an. Teile des LSG sind ebenfalls Teil des 2633 ha großen FFH-Gebietes und des 2637 ha großen Vogelschutzgebietes Luerwald und Bieberbach.  

## Beschreibung
Das LSG besteht aus zehn Teilflächen und grenzt teils direkt an den Siedlungsbereich. Das LSG umfasst überwiegend Grünland im Biberbachtal zwischen Quelle und Biebermühle. Kurz hinter der Quelle liegt eine intensive Fischteichanlage. Direkt nordöstlich von Oelinghausen ist auch ein Grünlandbereich in das LSG einbezogen der nicht zur Biberbachaue gehört aber direkt an die Aue anschließt aber von der Landstraße 682 von dieser getrennt wird. Das LSG soll als Pufferzonen für als NSG ausgewiesenen Flächen der Biberbachaue dienen.

## Schutzzwecke für das LSG
Laut Landschaftsplan erfolgte die Ausweisung des LSG wie aller anderen von Typ C im Landschaftsplangebiet zur:
- „Ergänzung der NSG-Festsetzungen der Talauen zu einem Grünlandbiotop-Verbundsystem, das Tieren und Pflanzen Wanderungs- und Ausbreitungsmöglichkeiten schafft und damit der Erhaltung der Leistungsfähigkeit des Naturhaushalts dient. Zum Aspekt “Leistungsfähigkeit des Naturhaushalts” zählt auch, dass große Teile durch (Grund-)Wassernähe, oberflächliche Vernässung oder regelmäßige Überschwemmung selbst Rückzugsräume für Lebensgemeinschaften sind, die in der Ackerflur keine Existenzgrundlage haben. Gleichzeitig wirken die offenen Talauen aufgrund ihrer überwiegenden Lage im waldreichen Plangebiet gliedernd und belebend im Bild der Landschaft und tragen damit zur Sicherung ihrer Vielfalt, Eigenart und Schönheit bei.“
- „Ein weiterer Schutzzweck ist die Erhaltung der Nutzungsfähigkeit der Naturgüter durch den Schutz fruchtbarer Talböden vor Erosion und durch die Sicherung der Grundwasserneubildung auf Flächen, die eine überdurchschnittliche potenzielle Bedeutung für die Trinkwasser-Gewinnung besitzen. Da der Pflanzenschutz- und Düngemittelaufwand auf Grünland im Verhältnis zum Ackerland in der Regel geringer ist, stellt diese Nutzung einen Kompromiss zwischen der - hinsichtlich des Trinkwasserschutzes optimalen – Laubwaldnutzung und den sonstigen Erfordernissen der Talraumbehandlung (s. o.) dar.“
- „Weiterhin sollen (Extensiv-)Grünlandflächen erhalten werden, die hervorgehobene Bedeutung für den Biotop- und Artenschutz haben.“[2]

## Rechtliche Vorschriften
Im Landschaftsschutzgebiet ist unter anderem das Errichten von Bauten verboten. Wie in den anderen Landschaftsschutzgebieten vom Typ A in Arnsberg besteht im LSG ein Verbot der Erstaufforstung und Weihnachtsbaum-, Schmuckreisig- und Baumschul-Kulturen anzulegen. Anders als bei den LSGs vom Typ A und B ist es verboten, Grünland und Grünlandbrachen in Acker oder andere Nutzungen umzuwandeln.